# Mapleton, Illinois
Mapleton là một làng thuộc quận Peoria, tiểu bang Illinois, Hoa Kỳ. Năm 2010, dân số của làng này là 270 người.

## Dân số
Dân số qua các năm:
- Năm 2000: 227 người.
- Năm 2010: 270 người.